# George Peele
George Peele, född (döpt den 25 juli) 1556, död (begraven den 9 november) 1596, var en engelsk dramatiker.
Peele tjänstgjorde som universitetspoet och gifte sig förmöget, men måste sedermera för sitt uppehälle hitta på knep och utvecklade däri en stor och skämtsam uppfinningsrikhet. I sina teaterstycken röjer han en kvick, rörlig, yppigt sinnlig fantasi. 
Komedin The arraygnement of Paris (om herden Paris domslut; 1584) är full av smicker åt drottning Elisabet. 
Vidare märks The famous chronicle of king Edward I (tryckt 1593), The battell of Alcazar (1594), The love of King David and fair Bethsabe (tryckt 1599) och The old wives' tale (1595), hållen i god sagoton.